# 孙国佑
孙国佑（1984年—），浙江乐清人，毕业于杭州师范大学，中国业余天文学家，中国业余巡天开创者之一，埃格·威尔逊彗星奖获得者，星明天文台核心成员，PSP公众超新星搜寻项目管理员，546756号小行星以他的名字命名。
中国第一位发现新星，超新星，矮新星，双星，新变星，行星状星云的天文爱好者，填补了众多业余巡天领域的空白。曾与星明天文台高兴合作发现C/2015 F5 (SWAN-XINGMING)斯万-星明彗星,中国首颗银河系新星V5582 SGR，亮红新星天蝎座V1309 SCO。
个人天文发现共计，一颗彗星，一颗小行星，一颗银河系新星，八颗超新星，四颗河外新星，一颗矮新星，一个双星系统，六十一颗新变星，一个行星状星云，独立发现一颗银河系新星，独立发现四颗河外新星，八颗SOHO彗星，多颗NEAT小行星、行星状星云候选体等。他的发现已经囊括了彗星，小行星，超新星，银河系新星，河外新星，亮红新星，矮新星，新变星，双星，行星状星云等，是全球发现新天体类型最多的人。

## 天文经历
2005年，开始接触天文公众巡天项目，FMO，SOHO等。
2006年，发现首颗SOHO彗星（SOHO1138）及NEXT小行星。
2008年，加入星明天文台，参与星明巡天计划。
2009年，发现中国首颗银河系新星V5582 SGR  。
2010年，发现首颗超新星（大陆地区天文爱好者发现的首颗超新星）；发现首颗小行星（546049）2011 YL4 ，这是国内首颗业余小行星发现（业余天文爱好者利用非专业级望远镜发现）。
2011年，发现首颗矮新星（国内天文爱好者发现的首颗矮新星）。
2015年，发现首颗彗星C/2015 F5 SWAN-Xingming 斯万-星明彗星（因此获得2015年度埃格·威尔逊奖获得者） ；担任PSP公众超新星搜寻项目高级管理员 。
2017年，发现首个行星状星云Sufe 1 。
2020年，发表首篇天文论文 ；发现2个新双星 ；署名2篇SCI论文 ；加入中国天文学会、浙江省天文学会。

## 新天体发现

### 彗星
2015年4月4日，与高兴共同发现彗星C/2015 F5 (SWAN-XINGMING) ，因此发现荣获2015年度埃格·威尔逊奖 （页面存档备份，存于）。

### 小行星
2011年12月23日，发现小行星（546049 （页面存档备份，存于））2011 YL4。

### 新星
2009年2月23日，发现银河系新星V5582 SGR，系中国首颗被国际承认以第一发现身份发现的新星。
2008年9月2日，独立发现银河系新星，V1309 SCORPII.（该新星为罕见的亮红新星，对研究亮红新星有着极其重要的作用）
2010年10月1日，独立发现河外新星，NOVA M31 2010-09b.
2010年10月29日，独立发现河外新星，NOVA M31 2010-10d.
2010年12月11日，独立发现河外新星，NOVA M31 2010-12b.
2011年1月8日，独立发现河外新星，NOVA M31 2011-01a.
2011年10月27日，发现矮新星，PNV J21581852+2419246.
2016年2月7日，发现河外新星，M31N 2016-02a.
2017年9月2日，发现河外新星，Nova M31 2017-09a.，光谱类型FeII. （12月4日发现该在增亮想象，后确认为尖峰光变曲线新星候选体）
2019年10月30日，发现河外新星，M31N 2019-10i.
2019年12月61日，发现河外新星，PNV J00422050+4114599，光谱类型FeII.

### 超新星
2010年10月3日，发现超新星PTF10acbu，由美国帕洛马山天文台确认为Ic超新星.(系大陆爱好者发现的首颗超新星)
2011年10月26日，发现II型超新星2011hj.
2015年10月3日，发现超新星，PNV J01315945+3328458，光谱类型IIP.
2015年10月4日，发现超新星，SN 2015ay，光谱类型II.
2016年1月15日，发现超新星，SN 2016M，光谱类型IIb.
2016年3月1日，发现超新星，SN 2016aqw，光谱类型II.
2016年9月15日，发现超新星，SN 2016ghq，光谱类型Ia.
2020年3月16日，发现超新星，SN 2020enm，光谱类型Ia 91T/99aa-like.

### SOHO彗星
2006年5月15日，发现SOHO彗星，SOHO 1138，正式编号C/2006 J12.
2006年5月24日，发现SOHO彗星，SOHO 1148，正式编号C/2006 K13.
2006年5月26日，发现SOHO彗星，SOHO 1153，正式编号C/2006 K18.
2006年6月1日，发现SOHO彗星，SOHO 1158，正式编号C/2006 L3.
2006年6月8日，发现SOHO彗星，SOHO 1162，正式编号C/2006 L6.
2006年10月3日，发现SOHO彗星，SOHO 1197，正式编号C/2006 T4.
2008年5月30日，发现SOHO彗星，SOHO 1482，正式编号C/2008 K11.
2009年6月7日，发现SOHO彗星，SOHO 1665，正式编号C/2009 L9.

### 矮新星
2011年10月27日，发现矮新星，GALEX J215818.5 +241924（PNV J21581852+2419246）.（中国爱好者首次发现）

### 新变星
2018年9月13日，发现共同长周期变星，AT 2018hcd，光谱类型LPV.
截止2020年7月1日，共计发现49颗新变星 （页面存档备份，存于）。

### 新星云
2017年10月通过在线DSS,SDSS,PS1,WISE等历史数据发现多个行星状星云候选体.其中编号Sufe1 （页面存档备份，存于）的行星状星云已或光谱确认！

## 个人荣誉
2015年度埃格·威尔逊奖 （页面存档备份，存于）
PSP公众超新星巡天项目-成就奖 （页面存档备份，存于） 1次
PSP公众超新星巡天项目-达人奖 （页面存档备份，存于） 1次
PSP公众超新星巡天项目-新人奖 （页面存档备份，存于） 1次
PSP公众超新星巡天项目-发现奖 9次

## 论文发表
1，The Discovery of an Equal-mass Twin Binary System by Online Sky Survey Images，Journal of Double Star Observations, Vol. 16 No. 4 August 1, 2020 p401-402.
2，Discovery of new member of WDS 02137-0302，WDS 02137-0302 B may not be physical，Journal of Double Star Observations, Vol. 16 No. 4 August 1, 2020 p403-404. 
3，Searching for eclipsing binaries in the area of RA: 02h 21m 36s , DEC: +57°11′32″，Monthly Notices of the Royal Astronomical Society, Volume 497, Issue 3, September 2020, Pages 3381–3392. 
4，The Unusual Eruption of the Extragalactic Classical Nova M31N 2017-09a，The Observatory 140 (2020) 85-93. 

## 相关新闻
- 温州日报：追逐梦想的“业余巡天猎手” （页面存档备份，存于）

- 国际天文联合会中国天文爱好者发现新星[永久]

- 国内业余天文爱好者发现首颗被IAU确认为第一发现者的新星[永久]

- “搜星”族41天发现14个新天体[]

- 天文爱好者发现一新星[永久]

- 天文迷发现一新星 （页面存档备份，存于）

- 著名星系M51出现超新星

- Teacher discovers new star with his observatory （页面存档备份，存于）